# Барант, Проспер де
Барон Амабль Гийом Проспер Брюжьер де Барант (10 июня 1782 — 22 ноября 1866) — французский историк, публицист, дипломат и политический деятель, почётный член Петербургской академии наук.

## Биография
Выходец из старинной аристократической семьи. Во время первой империи управлял разными префектурами в западной Франции, в 1815 году был назначен членом государственного совета, в 1818 г. — главным сборщиком податей и в 1819 году — членом палаты пэров.
После падения своего друга Деказа он соединился с доктринёрами и в 1823—25 гг. был одним из самых энергичных противников внутренней и внешней политики реставрации. В то же время началась усиленная литературная деятельность Баранта. Он издал сочинение «Des communes et de l’aristocratie» (Париж, 1821; 3 изд. 1829) и «Полный перевод драматических сочинений Шиллера» (6 т., Париж. 1824; нов. изд. 1844).
Затем Барант обратил на себя большое внимание своей «Histoire des ducs de Bourgogne de la maison de Valois» (13 т., Париж, 1824—26). Это произведение благодаря своему интересному (в форме хроники) изложению встретило восторженный прием. В короткое время оно выдержало много изданий и побудило французскую академию принять Баранта в 1828 году в число своих членов.
После 1830 года в качестве горячего сторонника июльской монархии и верного представителя личной политики короля он занимал посты посланника в Турине и Петербурге. 23 декабря 1836 года был избран почётным членом Петербургской академии наук. Известно, что Барант предлагал А. С. Пушкину перевести совместно с ним на французский язык «Капитанскую дочку». Существует ошибочное мнение, что сын барона, Эрнест де Барант, одолжил пистолеты для дуэли с Пушкиным виконту д’Аршиаку, секунданту Дантеса, однако во время январского поединка Пушкина Эрнест де Барант находился во Франции. Как установила Э. Г. Герштейн, Эрнест де Барант был выписан отцом в Петербург лишь в 1838 году. В 1840 году, уже будучи в Петербурге, Э. де Барант вызвал на дуэль М. Ю. Лермонтова,  тем самым поставив крест на своей едва начавшейся дипломатической карьере и серьёзно скомпрометировав отца.
Февральская революция 1848 года заставила Баранта-старшего оставить государственную службу и вновь заняться литературой. В частности, он написал книги «История Национального конвента» в 6 томах (1851—1853), «История Директории Французской республики» в 3 томах (1855), «Парламент и Фронда» (1859).